# ARM Cortex-A17
Az ARM Cortex-A17 egy harmadik generációs, 32 bites többmagos ARM processzor az ARM Cortex-A családban, amely a Cortex-A9 utódja kíván lenni és a korábbi ARM Cortex-A12 specifikációt váltja fel. Max. 4, ARM v7 utasításkészletet implementáló, gyorsítótár-koherens magot támogat. Célja a Cortex-A12 felváltása, amelynek nem készült gyakorlati megvalósítása.
Teljesítményében a Cortex-A15 processzornak felel meg, csak energiafelhasználása alacsonyabb. Középkategóriás eszközökben tervezik felhasználni. Az A17-es magok számítási teljesítménye nagyobb (60%-os tervezett teljesítménynövekedés az A9 maghoz képest, az A12 40%-ával szemben), és jobb az energiafelhasználása. A tervek szerint 2 GHz-es órajelfrekvencia fölött működhet.
Az ARM A12 vonal, a mag 2014-es, második revíziója után beleolvadt a Cortex-A17 családba, mert a magok teljesítménye semmiben sem különbözött ezekétől és ráadásul az A17 összes jellemzőjét felhasználták az A12 továbbfejlesztésénél.
A big.LITTLE architektúrában ez a mag a „big”, („nagy”) szerepét kaphatja. Együttműködik az ARM Mali-T720 GPU, ARM Mali-V500 VPU és ARM Mali-DP500 2D grafikus processzorokkal.

## Megvalósítás
Első beharangozott megvalósítása a Rockchip RK3288 egylapkás rendszer (SoC) lett volna (2014 januárjában), ám a bejelentés kérdéses, mivel az ARM ekkor még nem publikálta a processzor specifikációit, így lehetséges, hogy A12-es magokra vonatkozott. A második bejelentett, A17-es magot felhasználó tervezett termék a Mediatek 2014. február 11-én bejelentett MT6595 jelű csipje volt. Ez az első megvalósult, big.LITTLE architektúrájú Cortex-A17 magos egylapkás rendszer. A kialakításban összesen nyolc mag szerepel: négy 2,5 GHz órajelű Cortex-A17 és négy 1,7 GHz órajelű Cortex-A7 mag. PowerVR Rogue Series 6 „Rogue” GPU-t tartalmaz.
Az első Cortex-A17-tel szerelt termékek megjelenése 2014 augusztusára volt várható, az előzetes híresztelések szerint elsőként Rockchip RK3288 SoC-cal szerelt set-top-boxok, PC-on-a-stick eszközök, és fejlesztőkártyák. A Cortex-A17 teljesítménytesztjei azt mutatták, hogy egy négymagos A17 teljesítménye azonos 2×4 magos A15+A7 rendszerével.
Az első nyolcmagos A17 + A7 rendszert tartalmazó kereskedelmi termék a Meizu MX4 androidos okostelefon, MediaTek MT6595 csipjével szerelve, 2014 szeptemberében jelent meg. A következő rendszer, egy Ubuntu Touch, 2014 decemberében várható – ez lesz az első ilyen operációs rendszerű készülék, és évek óta az első GNU/Linux rendszerű üzleti termék.

## Jellemzői
A Cortex-A17 mag opcionális / választható jellemzői:
- Large Physical Address Extensions (LPAE), 40 bites, 1 TiB memóriát képes címezni
- hardveres virtualizáció
- Thumb-2 egység
- TrustZone biztonsági megoldás támogatása
- VFPv4 vektoros lebegőpontos számítóegység (felváltja a VFPv3-at)
- NEON SIMD
- szuperskalár (részleges kettős kibocsátású), sorrenden kívüli (out-of-order) utasításvégrehajtás, nyolc fokozatú utasításfutószalag
- egy vagy több Cortex-A7 magot tartalmazó big.LITTLE konfigurációk támogatása

A csipekben több más, nem a magba integrált egység is együttműködhet, ezek egy vagy több magot is kiszolgálhatnak. Az egységek választható összetevők, a jelentősebbek közülük:
- koherens 2. szintű gyorsítótár
- CoreSight™ SoC-400 hibakereső és nyomkövető (debug és trace) egység
- AMBA-4 Cache Coherent Interconnect (CCI) – gyorsítótár-koherens összeköttetés, CoreLink technológiával kombinálható, amely a magok közti nagy sebességű kommunikációhoz használható a csipen belül
- SCU (Snoop Control Unit), a gyorsítótár-koherenciáért felelős egység

## Fordítás
Ez a szócikk részben vagy egészben  az   ARM Cortex-A17 című francia Wikipédia-szócikk ezen változatának fordításán alapul.  Az eredeti cikk szerkesztőit annak laptörténete sorolja fel. Ez a jelzés csupán a megfogalmazás eredetét és a szerzői jogokat jelzi, nem szolgál a cikkben szereplő információk forrásmegjelöléseként.